# Kościół Świętych Apostołów Piotra i Pawła w Chioggii
Kościół Świętych Apostołów Piotra i Pawła w Chioggii (wł. Chiesa dei Santi Apostoli Pietro e Paolo) – rzymskokatolicki kościół w Chioggii zlokalizowany przy głównej ulicy miasta (Corso del Poppolo), w bezpośrednim sąsiedztwie lokalnej katedry oraz bramy Garibaldiego.

## Historia i architektura
Gotycką budowlę wzniesiono w latach 1431-1432 jako testament Mazzagallo Pietro di Chioggii, datowany na 1380 (informuje o tym inskrypcja wyryta w nadprożu drzwi wejściowych). Jest to obiekt jednonawowy, ze spłaszczoną absydą, kryty drewnianym stropem. Na elewacji zewnętrznej znajduje się późnogotycka luneta oraz płaskorzeźba przedstawiająca świętych Piotra i Pawła. Na fasadzie umieszczono też herby z lwami oraz z kogutem (znak rodu Mazzagallo). Kościół był wielokrotnie przekształcany. W 1887 prace restauracyjne powierzono profesorowi Aristide Naccariemu. Renowację fasady zakończono w 1928. Po kolejnej renowacji zakończonej w 2013, budowla służyła jako kościół adoracyjny Świętego Krzyża. Potem został wykorzystany do organizacji wystaw i niewielkich wydarzeń kulturalnych.

## Galeria

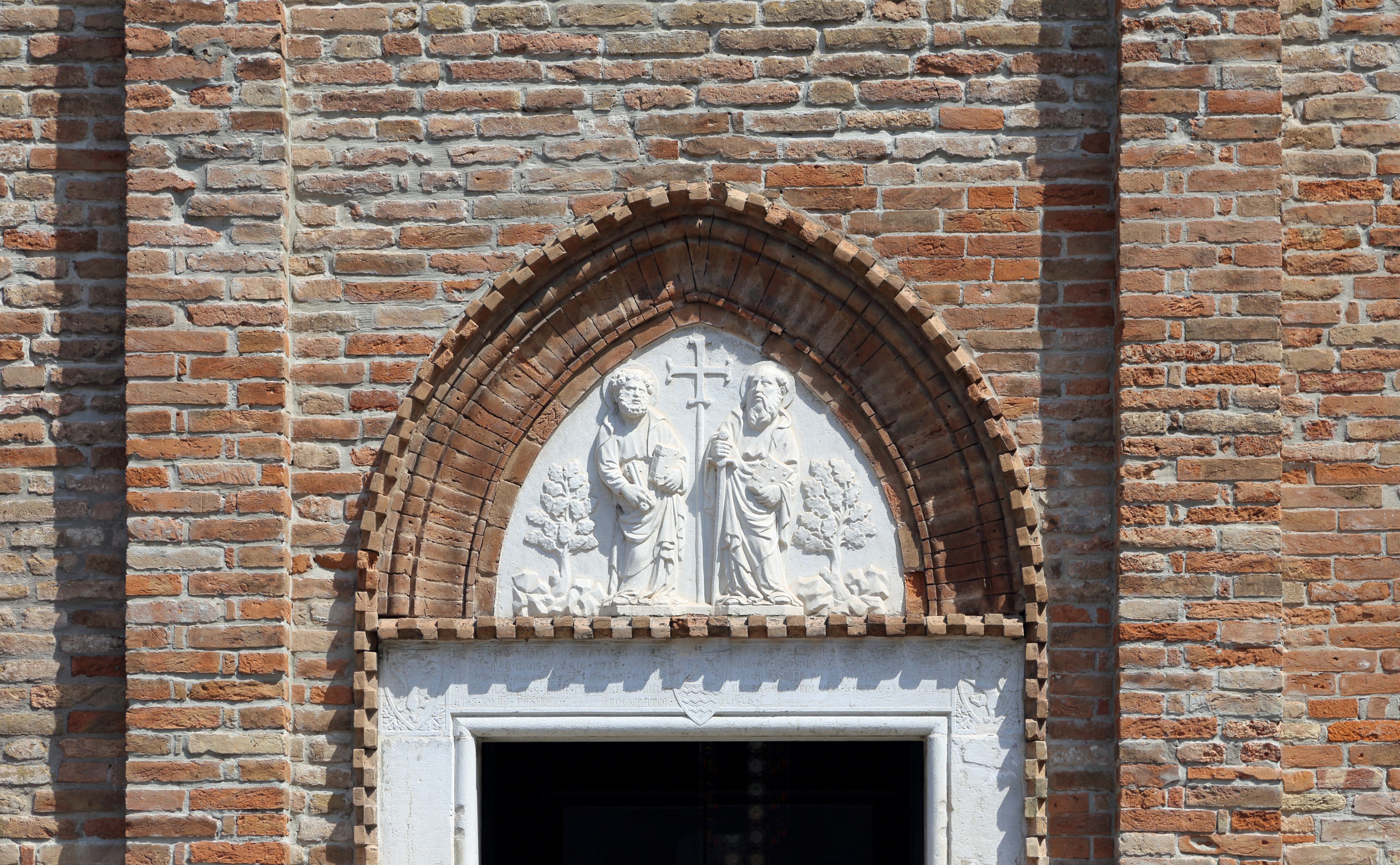
Tympanon z patronami
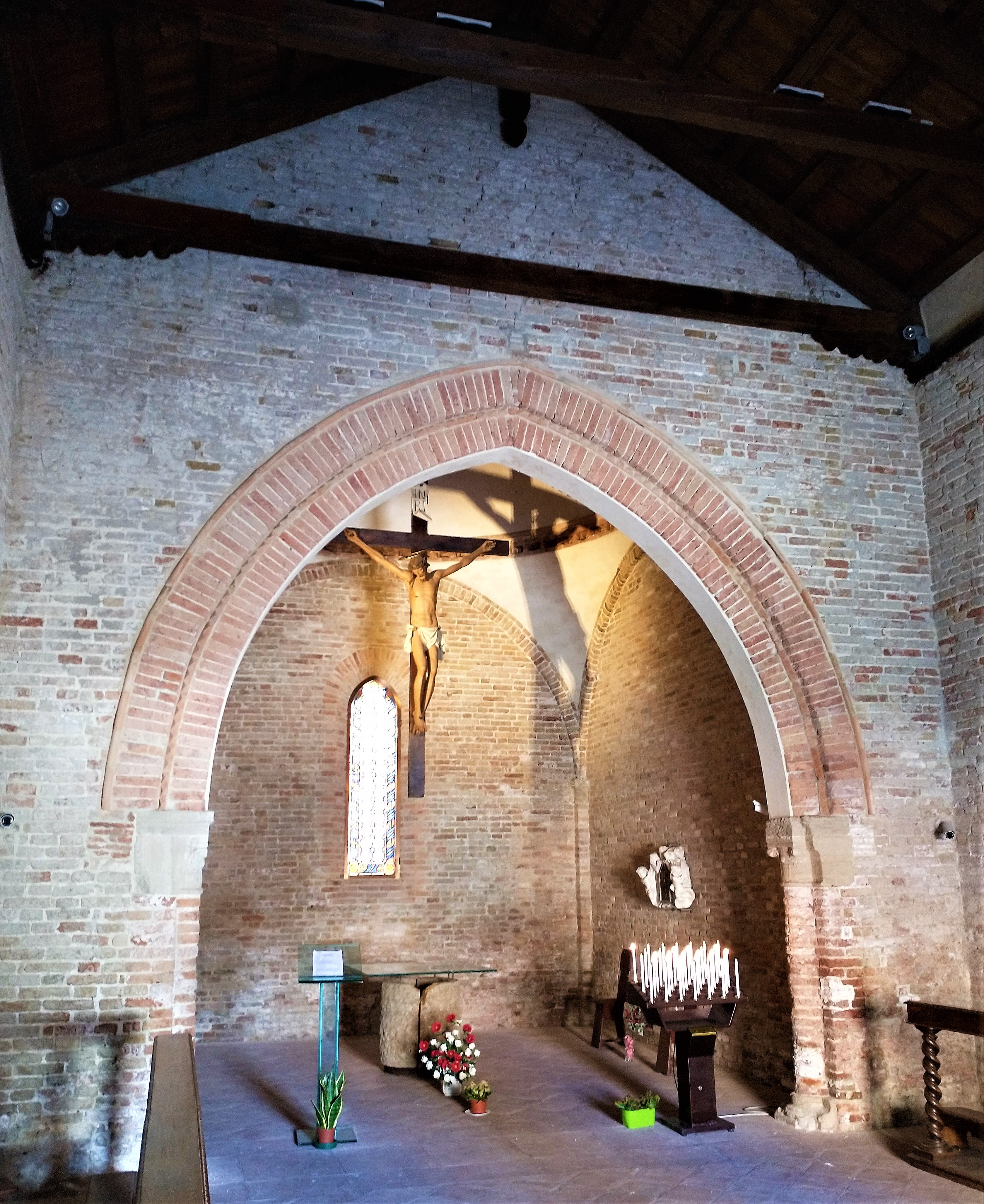
Wnętrze
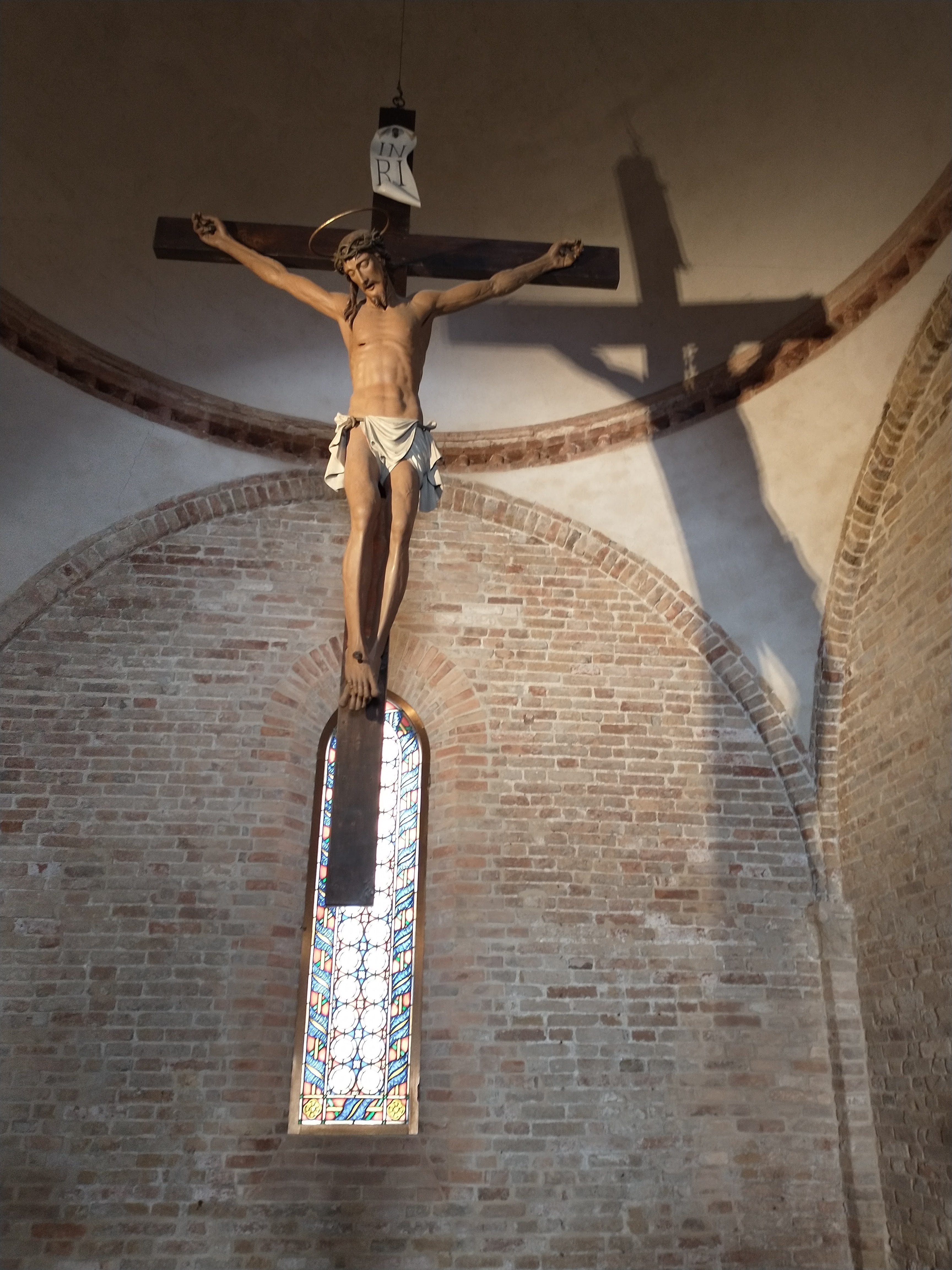
Krucyfiks adoracyjny